# Sociedade Esportiva Patrocinense
A Sociedade Esportiva Patrocinense é um clube de futebol de Patrocínio, no estado de Minas Gerais. Seu maior rival é o CA Patrocinense.

## História
Fundado em 2010, seus jogos acontecem no Estádio Municipal Júlio Aguiar. A Sociedade Esportiva Patrocinense é fruto de uma parceria entre a Prefeitura de Patrocínio e o Esporte Clube Santo André. A equipe disputou o Campeonato Mineiro da 2ª Divisão em 2010, onde foi vice-campeão, conseguindo o acesso para disputar o Módulo II de 2011, terminando na terceira colocação, não conseguindo o acesso por pouco. Em 2012 voltará a disputar o Modulo II novamente.